# Il campione di boxe
Il campione di boxe (Let's You and Him Fight) è un film del 1934 diretto da Dave Fleischer. È un cortometraggio d'animazione della serie Braccio di Ferro, uscito negli Stati Uniti il 16 febbraio 1934. È il primo corto della serie in cui, nella colonna sonora, viene usato il finale del brano "Stars and Stripes Forever" per le scene successive a quando il protagonista mangia gli spinaci, cosa che accadrà spesso nei cortometraggi seguenti.

## Trama
Braccio di Ferro e Bluto si stanno allenando per un incontro di pugilato tra loro. Bluto dimostra la sua forza picchiando brutalmente un manichino da pugilato e prendendo a pugni un peso di 450 kg finché non si sfalda e si ricompone in una macchinina che si allontana. Braccio di Ferro canta la sua canzone mentre salta la corda e dimostra la sua forza colpendo il posteriore di un mulo finché il mulo non gli dà un calcio al mento, rompendosi i ferri di cavallo. Quella sera, la folla si accalca allo Yank'em Stadium (parodia dello Yankee Stadium) per l'incontro. Nello spogliatoio di Braccio di Ferro, Olivia Oyl supplica il fidanzato di non combattere contro Bluto. Quando Braccio di Ferro non risponde, Olivia se ne va dicendogli che non lo rivedrà mai più. Braccio di Ferro e Bluto salgono sul ring e inizia l'incontro, in cui il marinaio si ritrova presto in difficoltà. Olivia ascolta l'incontro alla radio di casa sua e, disperata per la situazione, afferra una lattina di spinaci e corre allo stadio per darli a Braccio di Ferro. Quest'ultimo si riprende e inizia a picchiare Bluto, dandogli un pugno così forte che lo fa volare fuori dal ring e sfondare numerose colonne di legno prima di colpire un muro e tornare sul ring. Bluto atterra su Braccio di Ferro e l'arbitro dichiara Bluto vincitore, così Braccio di Ferro colpisce Bluto allo stomaco colpendo anche l'arbitro, mettendo entrambi KO.

## Distribuzione

### Edizione italiana
L'unico doppiaggio italiano conosciuto fu realizzato dalla C.R.C. per la trasmissione del corto sulle reti Rai a metà anni 1990. Non essendo stata registrata una colonna internazionale, fu sostituita la musica presente durante i dialoghi.

### Edizioni home video
Il corto fu pubblicato in DVD-Video in America del Nord il 31 luglio 2007 nel primo disco della raccolta Popeye the Sailor: Volume One.